# Malacocephalus nipponensis
Malacocephalus nipponensis es una especie de pez de la familia Macrouridae en el orden de los Gadiformes.

## Morfología
• Los machos pueden llegar alcanzar los 52 cm de longitud total.

## Hábitat
Es un pez de aguas profundas que vive entre 447-463 m de profundidad.

## Distribución geográfica
Se encuentra desde el sur del Japón hasta el Mar de China Oriental.